# 埃希里特-布拉加特区
埃希里特-布拉加特区（俄语：Эхирит-Булагатский район）是俄罗斯联邦伊尔库茨克州下辖的一个区，其行政中心为乌斯季奥尔登斯基。据2016年统计，该区的人口为29492人。